# Лыаёль (приток Седъю)
Лыаёль — река в России, течёт по территории городского округа Ухта Республики Коми. Устье реки находится в 21 км по левому берегу реки Седъю. Длина реки составляет 38 км.
В 25 км от устья по правому берегу впадает река Асыввож.

## Этимология гидронима
Лыаёль от коми лыа — «песок» и ёль — «ручей», «лесная речка».

## Данные водного реестра
По данным государственного водного реестра России относится к Двинско-Печорскому бассейновому округу, водохозяйственный участок реки — Печора от впадения реки Уса до водомерного поста Усть-Цильма, речной подбассейн реки — бассейны притоков Печоры ниже впадения Усы. Речной бассейн реки — Печора.
Код объекта в государственном водном реестре — 03050300112103000076189.